# Arthrobotrys amerospora
Arthrobotrys amerospora är en svampart som beskrevs av S. Schenck, W.B. Kendr. & Pramer 1977. Arthrobotrys amerospora ingår i släktet Arthrobotrys och familjen vaxskålar.   Inga underarter finns listade i Catalogue of Life.